# 國防部政治作戰局
國防部政治作戰局為中華民國國防部的政治作戰最高專責單位，負責中華民國國軍政治作戰工作之策劃與督導。

## 歷史
1920年代，中國國民黨總理孫中山有感當時中國各地軍閥分據，需要教育養成一支革命軍隊；時值蘇聯為拉攏中國國民黨，而孫中山亦需尋求外力抵抗國內分裂局面，於1923年派蔣中正赴蘇聯考察其黨政軍，以為參考。故建軍時，師法蘇聯政工體系。1924年5月，黃埔軍校籌辦之時，任命廖仲愷為黨代表；戴傳賢為政治部主任，下轄組織、宣傳、事務三科；另設政治教官3人（汪兆銘、胡漢民、邵元沖）。1924年秋季，黃埔軍校教導團成立，團、營、連級亦均設黨代表。
1925年6月，黃埔軍校開辦政治訓練班，此為正式培訓政工幹部之始。7月，國民政府軍事委員會成立，下設「軍事委員會政治訓練部」，正式成為國軍政工體制的最高主管機構。1926年2月，軍事委員會頒《國民革命軍黨代表條例》、《政治訓練部組織條例》，為政工制度明訂組織法規。
國民革命軍北伐期間，軍事委員會政治訓練部增設「國民革命軍總司令部政治部」，下設黨務、宣傳、總務三科。其後陸續增設祕書處、國際宣傳處、戰地政務委員會。1928年2月，軍事委員會政治訓練處、大本營第六部及訓練總監部國民軍訓處三機構併編為「軍事委員會政治部」；4月，廢除黨代表制。
1946年6月，軍事委員會改制為國防部；軍事委員會政治部改為「國防部新聞局」，原軍事委員會政治部的監察工作另成立「國防部監察局」，原軍事委員會政治部的康樂工作則另劃歸「國防部後勤司令部特勤處」。1948年2月，國防部新聞局再次整併監察與康樂部門，改制為「國防部政工局」。
1950年4月中華民國政府遷臺後，國防部政工局擴編為「國防部政治部」，由蔣經國擔任主任，设立人事、党务、保防等9处4室1委员会和5个总队，职能掌理国军政治作战政策、军事新闻、心理作战、组织训练、政治教育、文化宣传、康乐、监察、保密防谍、军眷管理、官兵福利及战地政务等业务。1951年5月，政治部改為「國防部總政治部」。
1951年2月在台北市北投復興崗成立「政工幹部學校」（今國防大學政治作戰學院），“以培养笃信三民主义、服从最高领袖、忠党爱国、坚决反共抗俄之健全政治工作干部，使能参与陆海空军各级部队……共同完成国民革命第三任务使命为教育宗旨”。
1954年12月起至次年秋，政治部密報舉發孫立人兵變，並誣陷其舊部300餘名為匪諜，成為臺灣白色恐怖時期的政治迫害事件；孫立人上將被軟禁33年，至1988年蔣經國逝後才獲釋。
1963年8月，總政治部更名為「國防部總政治作戰部」，平行軍事系統。2000年1月29日，總政治作戰部改組為「國防部總政治作戰局」，仍為國防部所屬一級機關。
2012年12月12日，總統令，制定公布《國防部政治作戰局組織法》。2013年1月1日，《國防部政治作戰局組織法》施行，總政治作戰局組織調整並更名為「國防部政治作戰局」。
2016年2月19日，國防部政治作戰局擅權指揮臺北憲兵隊違法調查、拘捕並扣押民眾所持過去1950、60年代的戒嚴時期文獻，經媒體報導後立法院與輿論譁然，引起「白色恐怖再現」的疑慮。後續報告，國防部懲處政戰局局長聞振國中將、憲兵指揮部指揮官許昌中將、政戰局保防安全處處長趙代川少將等十餘名軍官。

## 組織架構

### 局本部[13]
- 局長1人（簡任第十三職等或中將）
  - 副局長1人（簡任第十二職等或少將）
  - 處長5人（簡任第十一職等或少將、上校）
  - 副處長5人（簡任第十職等或上校）
    - 科長13人（薦任第九職等或上校）
    - 參謀175人（上校、中校或少校、尉官、士官、士兵）（內35人得列上校）

#### 主計室
- 主任1人（薦任第九職等至簡任第十職等或上校）
  - 參謀6人（上校、中校或少校、尉官、士官、士兵）（內1人得列上校）

### 各單位
- 政戰綜合處（上校處長）（政一）
- 文宣心戰處（少將處長）（政二）
- 保防安全處（少將處長）（政四）
- 軍眷服務處（上校處長）（政五）
- 軍事新聞處（少將處長，兼任國防部軍事發言人）
- 主計室（上校主任）

### 所屬部隊
- 國防部軍事安全總隊總隊長政戰上校

### 所屬機關機構
- 心理作戰大隊：設大隊長一人（上校）、第一中隊、第二中隊、第三中隊、第四中隊、第五中隊、第六中隊。
- 政治作戰教育訓練中心主任（政戰上校）
- 青年日報社社長 （政戰上校）
- 漢聲廣播電台（播音中隊）
- 軍事新聞通訊社（軍聞社）（社長政戰上校）
- 福利事業管理處[14]

## 外部連結
- （繁體中文）國防部政治作戰局 （页面存档备份，存于）
- （英文）國防部政治作戰局 （页面存档备份，存于）
- 全民國防教育專頁的Facebook專頁
- YouTube上的國防部政治作戰局頻道